# Autorail Espérance
L'autorail Espérance est un train touristique institutionnel, pour la promotion de la gastronomie et du transport par rail. En saison, il parcourt le Périgord noir en aller et retour sur les 69 km de la ligne, de chemin de fer, qui relie la gare de Bergerac à la gare de Sarlat-la-Canéda. Le voyage offre simultanément la découverte du paysage, avec celui de la dégustation des produits du terroir de la région.
La circulation de l'autorail Espérance est suspendue pendant la saison 2009, du fait notamment d'une baisse de la fréquentation et d'un déficit d'exploitation en 2008. Cette pause n'est peut-être pas définitive, les promoteurs indiquent travailler à une amélioration du concept et de l'offre avec par exemple un allongement du parcours jusqu'à Saint-Émilion.

## Train touristique

### Historique
« Autorail Espérance » est à l'origine un concept touristique proposé par l'association éponyme de Sarlat, concrétisé en 1996, avec l'accord et l'engagement de partenaires institutionnels : SNCF, Périgord Rail plus, Conseil régional d'Aquitaine, Conseil général de la Dordogne, les villes de Sarlat et Bergerac. La création de l'association autorail Espérance qui bénéficie du soutien financier de partenaires tel le Conseil général de la Dordogne concrétise le projet. Cet outil de valorisation touristique du Sud-Dordogne, est également un moyen de sauvegarde d'une ligne ferroviaire locale en maintenant une activité justifiant des travaux d'entretien et de rénovations des infrastructures ferroviaires.
Le 14 décembre 2006, la Région Aquitaine et l’association Autorail Espérance reçoivent un prix national décerné par l'association Les Plus Beaux Détours de France et la SNCF.

### Matériel roulant
Le Conseil régional d'Aquitaine est propriétaire de la rame, il en assume financièrement l'entretien dans le cadre d'une convention TER avec la SNCF. En 2006 la rame circule avec un nouvel habillage extérieur d'un cout de 30 000€, et cette même année il engage 200 000€ pour la rénovation de l'intérieur de la voiture, l'inauguration de la rame rénovée a lieu le 18 juillet 2007 à Sarlat.